# HK-areena

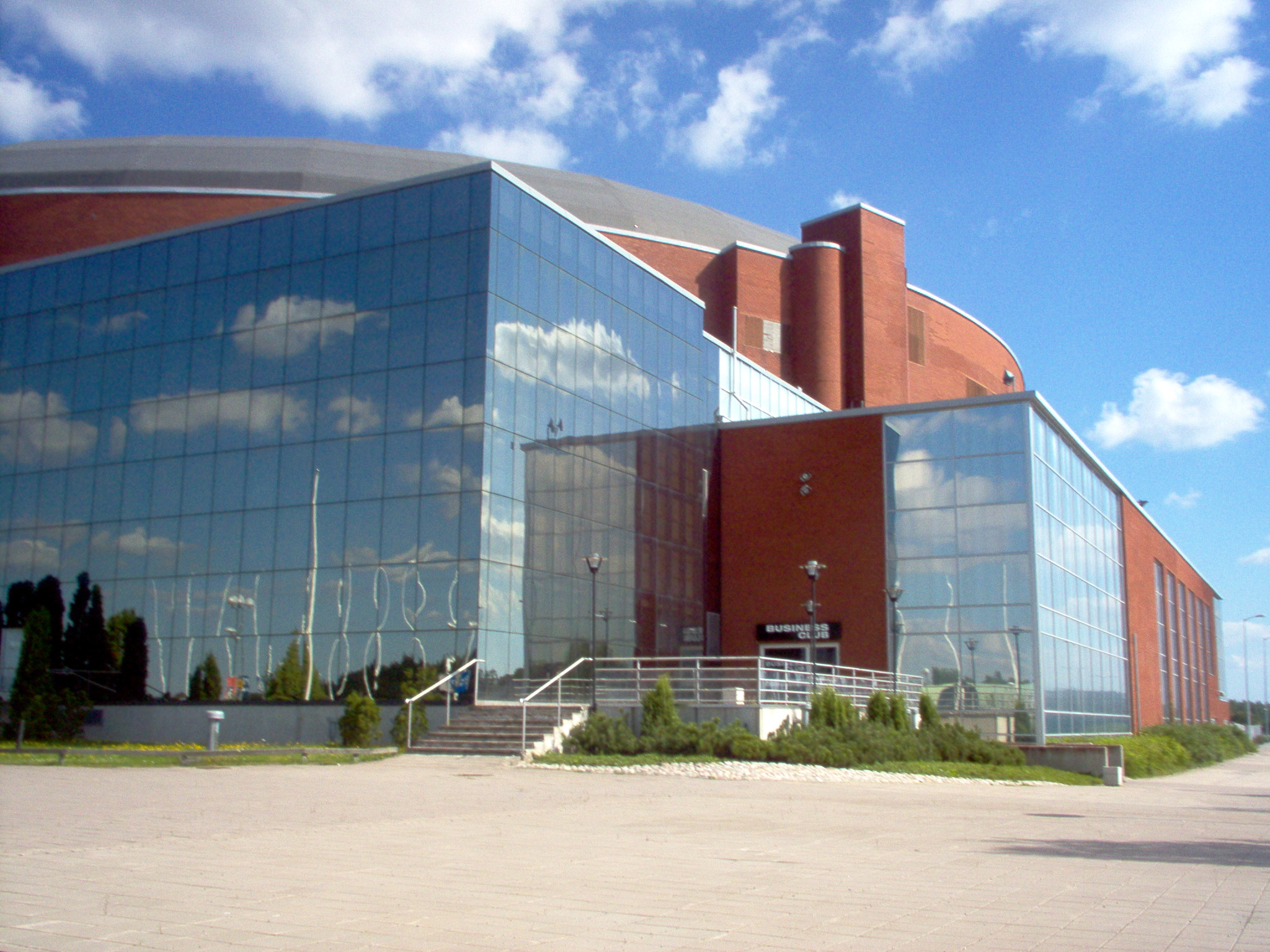
de HK-areena langs de buitenkant

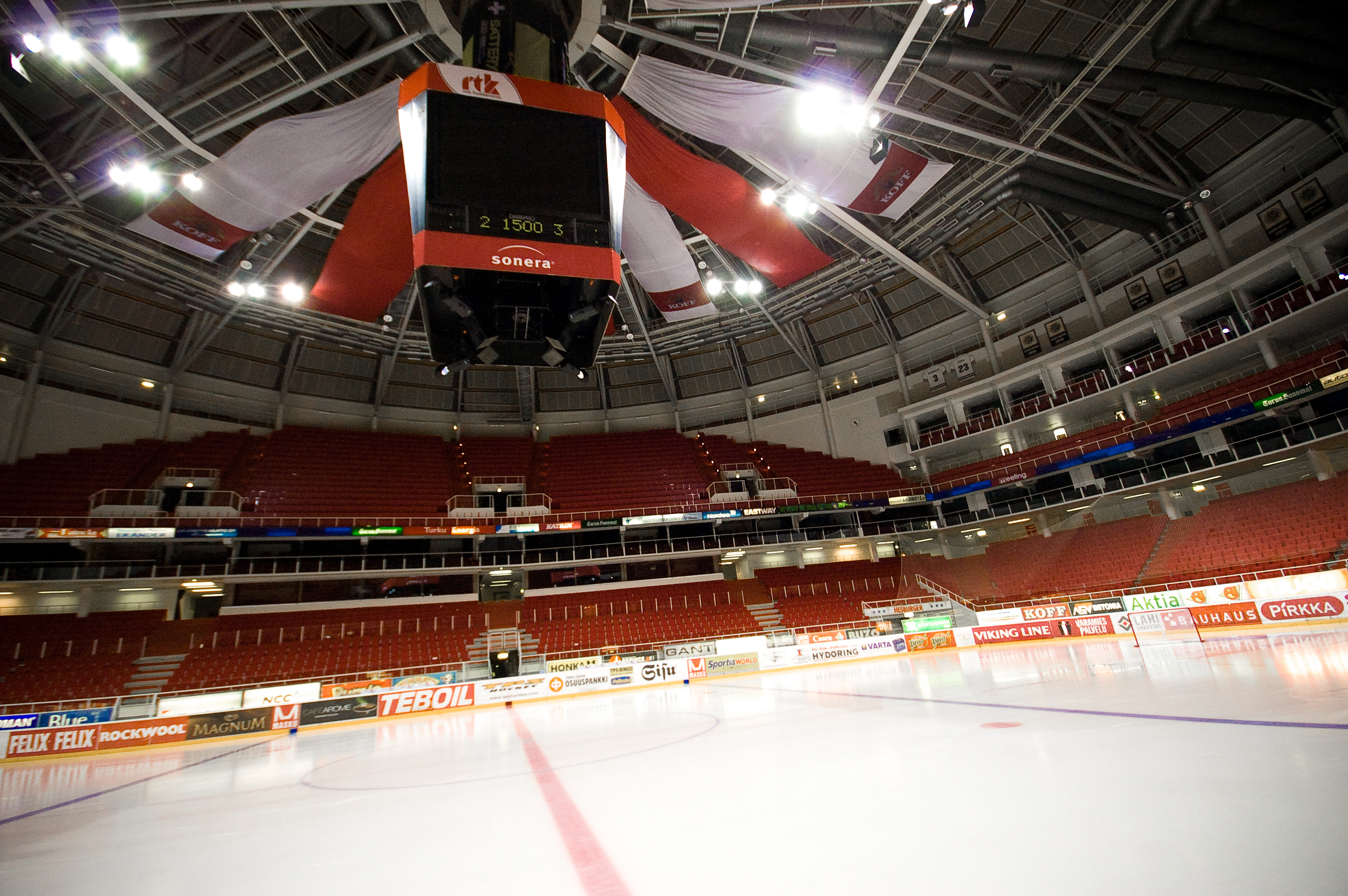
De ijsbaan

De HK-areena (ook Turkuhalli, Typhoon of Elysée Arena) is een ijshal in de Finse stad Turku. De hal wordt voornamelijk gebruikt voor ijshockey en is de thuisbasis van ijshockeyclub TPS. Ook worden er regelmatig concerten georganiseerd. Zo traden hier onder andere Roxette, Johnny Cash, Lenny Kravitz en Elton John op. In 2006 werd de hal hernoemd naar Turkuhalli, in 2010 werd dit met de komst van een nieuwe hoofdsponsor, HKScan, veranderd in HK-areena
In de hal werden ook verschillende grote wedstrijden georganiseerd, onder meer een aantal wedstrijden van het Wereldkampioenschap ijshockey voor mannen in 1991, 1997 en 2003.
De hal werd gebouwd tussen 1989 en 1990 en kostte 145 miljoen Finse mark (24 miljoen euro). In 1997 werd de hal gerenoveerd en biedt nu plaats aan 11.820 personen.